# Bonnières, Oise
 Bonnières là một xã thuộc tỉnh Oise trong vùng Hauts-de-France phía bắc Pháp. Xã này nằm ở khu vực có độ cao trung bình 82 mét trên mực nước biển.